# Rhodos (eiland)

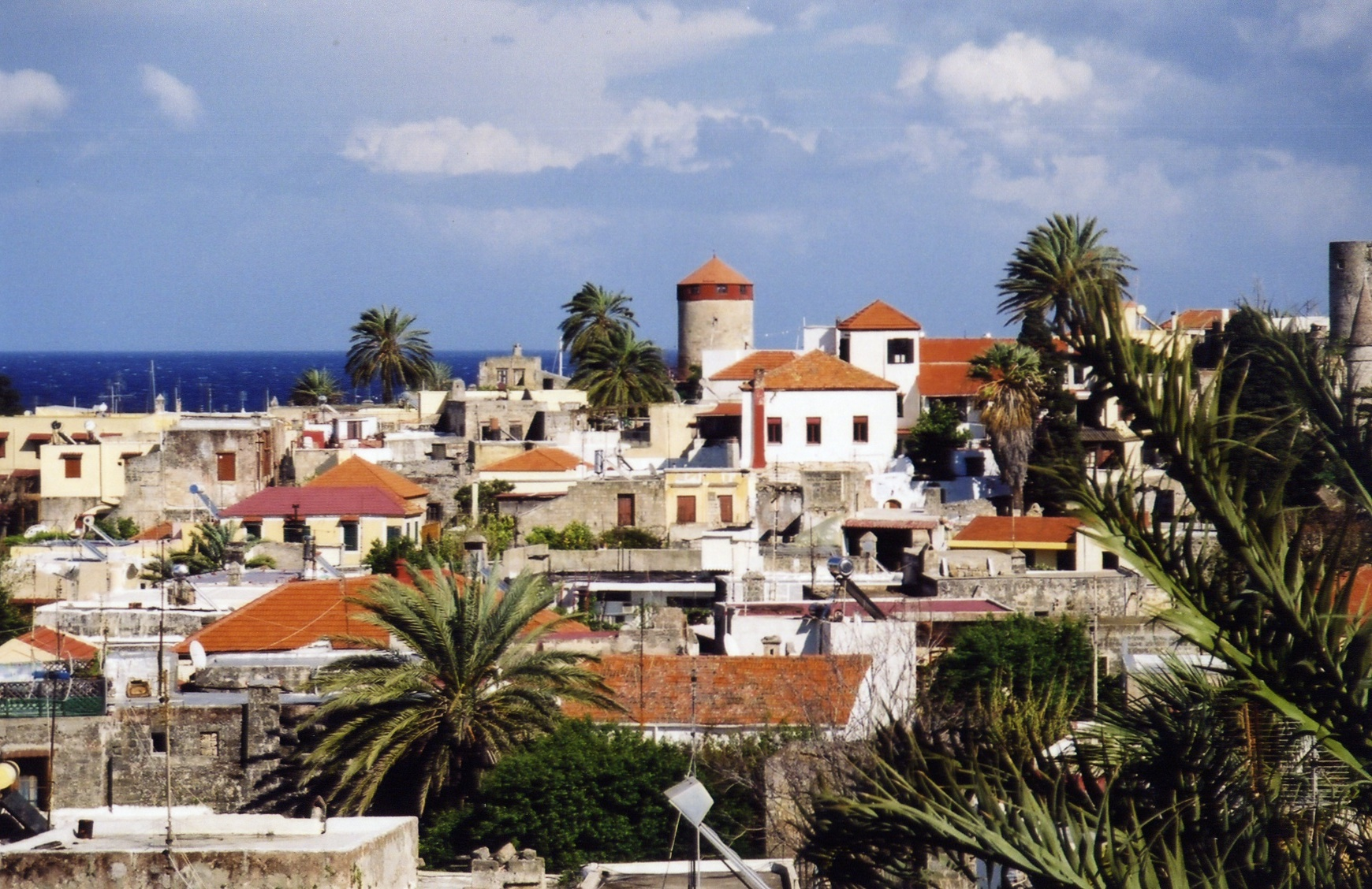
Rhodos-stad

Rhodos (Grieks: Ρόδος Ródos) is een Grieks eiland en gemeente (dimos) in de Egeïsche Zee, in de Griekse bestuurlijke regio (periferia) Zuid-Egeïsche Eilanden (Notio Aigaio), in de gelijknamige regionale eenheid (periferiaki enotita). De gemeente beslaat sinds de herindeling van 2011 het hele eiland en telt ruim 115.000 inwoners (census 2011).
Rhodos is het op drie na grootste eiland van Griekenland en maakt deel uit van de Dodekanesos. Het is een van de meest oostelijke eilanden die tot Griekenland behoren, gelegen op slechts een paar kilometer ten zuiden van het Turkse vasteland. Het eiland beslaat 1398 km².
De gelijknamige hoofdstad Rhodos ligt in het uiterste noorden van het eiland.
Rhodos heeft veel zonuren per jaar wat het geliefd maakt onder toeristen. Het staat bekend als vakantie-eiland, maar ook voor conferenties die bijvoorbeeld over de Middellandse Zee gaan heeft het goede faciliteiten en een gunstige ligging.
Er zijn vaste veerverbindingen tussen Rhodos en het Griekse vasteland, en tussen Rhodos en eilanden als Simi, Kos, Patmos, Santorini en Karpathos. Ook zijn er geregelde verbindingen met het Turkse vasteland (Marmaris en Fethiye). Veel cruises varen ook via Rhodos.

## Geschiedenis
Rhodos komt voor in de Griekse mythologie. Volgens een van de mythen verdeelde oppergod Zeus de wereld onder de goden, maar vergat hierbij de zonnegod Helios een deel te geven. Hierop rees het eiland Rhodos op uit de zee, en kwam vervolgens aan Helios toe.
In de 16e eeuw v.Chr. vestigden zich de Minoïers en in de 15e eeuw v.Chr. de Achaiers op Rhodos. De Griekse tijd was de bloeitijd van het eiland als centrum van Helleense cultuur. Toen het onderdeel werd van het Romeinse Rijk, werd de rol van het eiland minder groot, zeker nadat veldheer Cassius het eiland in 43 v.Chr. geplunderd had.
Door de eeuwen heen werd het eiland overvallen door onder meer de Achaeërs, Goten, Perzen, Arabieren en de Kruisvaarders. In 1310 kwam het eiland in bezit van de Hospitaalridders. Door een constante aanvoer van ridders en middelen uit het westen kon het eiland behouden blijven. In 1444 werd een aanval van de Egyptische sultan Sayf ad-Din Jaqmaq afgeslagen. Over een tijdspanne van meer dan 70 jaren werd Rhodos in 1522 door de Turken veroverd, en de Hospitaalridders vluchtten naar Malta. Daarna maakte Rhodos eeuwenlang deel uit van het Ottomaanse Rijk. In 1912 werd het op de Turken veroverd door de Italianen, en pas in 1948 werd het bij het moderne Griekenland gevoegd.
In 1949 was Rhodos de plaats waar, na de Arabisch-Israëlische Oorlog van 1948, onderhandelingen plaatsvonden tussen Israël en de landen Egypte, Jordanië, Libanon en Syrië, die resulteerden in wapenstilstandsovereenkomsten.

## Geografie
Rhodos heeft de vorm van een speerpunt. Het eiland is bijna 80 kilometer lang en 38 km breed en heeft een totale oppervlakte van 1.398 km². De kustlijn bedraagt ongeveer 220 km. Rhodos-stad bevindt zich in het uiterste noorden van het eiland. Hier liggen zowel de oude historische als de moderne commerciële haven. De internationale luchthaven van Rhodos ligt 14 km ten zuidwesten van Rhodos-stad.
De fauna en flora op Rhodos leunen dichter aan bij die van Turkije dan bij die van de andere Griekse eilanden. Het binnenland is bergachtig, dunbevolkt en begroeid met talrijke bossen. Het hoogste punt van het eiland is de berg Attavyros, deze heeft een hoogte van 1215 meter boven zeeniveau.

## Klimaat
In de zomermaanden is er in het westen sprake van een zeewind maar aan de oostkant van het eiland is het warmer door het ontbreken van de zeewind.
| Maand                          | jan  | feb  | mrt  | apr  | mei  | jun  | jul  | aug  | sep  | okt  | nov  | dec  | Jaar |
| ------------------------------ | ---- | ---- | ---- | ---- | ---- | ---- | ---- | ---- | ---- | ---- | ---- | ---- | ---- |
| Gemiddeld maximum (°C)         | 16,9 | 16,6 | 17,9 | 21,0 | 24,7 | 28,9 | 29,5 | 29,7 | 27,3 | 23,5 | 19,7 | 16,6 | 22,7 |
| Gemiddeld minimum (°C)         | 7,6  | 7,3  | 8,6  | 11,7 | 15,4 | 19,6 | 23,5 | 23,7 | 21,3 | 17,5 | 13,7 | 10,8 | 15,1 |
|                                |      |      |      |      |      |      |      |      |      |      |      |      |      |
| Neerslag (mm)                  | 162  | 131  | 83   | 35   | 20   | 6    | 1    | 2    | 8    | 72   | 110  | 159  | 65,8 |
| Bron: Weer Rhodos - Worldmeteo |      |      |      |      |      |      |      |      |      |      |      |      |      |

## Bezienswaardigheden

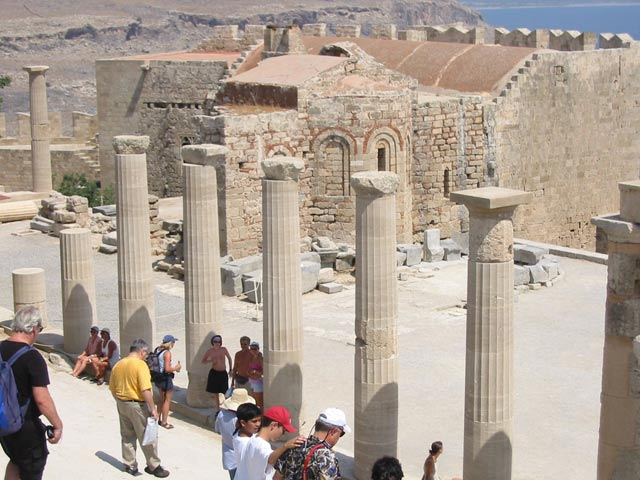
Akropolis van Lindos

Het is eenvoudig om per boot naar naburige eilanden te gaan en daar te overnachten of dezelfde dag weer terug te reizen naar Rhodos. Men vaart als men naar bijvoorbeeld Kos of Samos reist, vlak langs de kust van Turkije.
In Rhodos-stad zijn onder meer een haven en oude kasteelmuren te zien.
De stad Lindos is vanaf Rhodos-stad per bus of boot te bereiken. Het heeft indrukwekkende stadsmuren en een akropolis. In het westen van het eiland, bij de plaats Monolithos, staat een kasteel van de kruisvaarders.
Enkele bezienswaardigheden voor toeristen zijn de Vlindervallei (Petaloudes), waarin zich in de zomer duizenden vlinders verzamelen, vooral de Spaanse vlag (Euplagia quadripunctaria). Ook de zeven bronnen (epta Piges) en de opgravingen bij Kamiros (Kameiros) kunnen worden bezichtigd.
De oude stad Kamiros ligt aan de westkust van Rhodos, ongeveer 35km onder Rhodos-stad. Kameiros is een van de drie oude steden (samen met Lindos en Iallysos) die in 408 v.Chr. samen Rhodos als gezamelijke hoofdstad hebben gesticht. Kameiros is slechts gedeeltelijk blootgelegd. 
Rhodos heeft zowel kei- als zandstranden. Keistranden zijn voornamelijk in het westen van het eiland te vinden zoals Trianda en Ixia, zandstranden zijn aanwezig in het oosten in Faliraki.

## Plaatsen
Door de bestuurlijke herindeling (Programma Kallikratis) werden de departementen afgeschaft vanaf 2011. Rhodos werd een regionale eenheid (periferiaki enotita). Er werden eveneens gemeentelijke herindelingen doorgevoerd, in de tabel hieronder “GEMEENTE” genoemd.
| Plaats      | Hoofdplaats (vroeger) | Postcode | GEMEENTE | Hoofdplaats van de gemeente |
| ----------- | --------------------- | -------- | -------- | --------------------------- |
| Afantou     |                       | 851 03   | Rhodos   | Rhodos                      |
| Archangelos |                       | 851 02   | Rhodos   | Rhodos                      |
| Atavyros    |                       |          | Rhodos   | Rhodos                      |
| Chalki      |                       | 851 10   | Chalki   | Chalki                      |
| Ialysos     |                       | 851 01   | Rhodos   | Rhodos                      |
| Kallithea   |                       | 851 05   | Rhodos   | Rhodos                      |
| Kameiros    |                       | 851 06   | Rhodos   | Rhodos                      |
| Lindos      |                       | 851 07   | Rhodos   | Rhodos                      |
| Megisti     |                       | 851 11   | Megisti  | Megisti                     |
| Notia Rodos |                       |          | Rhodos   | Rhodos                      |
| Petaloudes  |                       |          | Rhodos   | Rhodos                      |
| Rhodos      |                       | 851 00   | Rhodos   | Rhodos                      |
| Simi        |                       | 856 00   | Symi     | Symi                        |
| Tilos       |                       | 850 02   | Tilos    | Tilos                       |

## Andere plaatsen
- Apolakkia
- Apollona
- Arnitha
- Asklipio
- Charaki
- Eleousa
- Empona (Embona)
- Faliraki
- Genadi
- Ixia
- Kalavarda
- Kallithies
- Kattavia
- Kolymbia
- Koskinou
- Kremasti
- Kritinia
- Lachania
- Ladiko
- Laerma
- Lardos
- Masari
- Messanagros
- Monolithos
- Paradisi
- Plimmiri
- Polonia
- Prassonissi
- Psinthos
- Salakos
- Siana
- Soroni
- Stegna
- Tsambika

## Vervoer en verkeer

### Wegen
Het wegennet is goed op Rhodos. Enkele wegen zijn:
- Rodes-Kamiros Province Avenue: tweestrooksweg, gaat van de westkust van het noorden naar het zuiden en verbindt Rhodos-stad met de Internationale luchthaven van Rhodos en Kamiros
- Rodes-Lindos National Avenue (Griekse nationale weg 95): vier- en tweestrooksweg, gaat voornamelijk naar het binnenland van het noorden naar het zuiden en verbindt Rhodos-stad met Lindos
- Rodes-Kallithea Province Avenue: tweestrooksweg, gaat naar de oostkust van het noorden naar het zuiden en verbindt Rhodos-stad met Faliraki Resort.
- Tsairi-Airport National Avenue: vier- en tweestrooksweg, gaat naar het binnenland van het oosten naar het westen en verbindt de oostkust met het westen en de luchthaven

Toekomstige wegen:
- verbreding van de E-95 van Faliraki naar Lindos. Dit wordt een vierstrooksweg over een lengte van 36 km, geplande start augustus 2007
- afritten voor een nieuwe vierstrooksweg die Rhodos-stad verbindt met de internationale luchthaven van Rhodos
- de eerste fase van de ringweg van Rhodos-stad begon enkele jaren geleden, maar is nog niet voltooid [(sinds) wanneer?]

### Bussen
Busvervoer is er met:
- RODA: Rhodos-stad bedrijf dat ook de voorsteden (Faliraki, Ialysos, Kremasti, het vliegveld, Pastida, Maritsa, Paradeisi) en de gehele westkust bedient (blauw-witte bussen)
- KTEL: met bussen van de staat die naar de dorpen en resorts in de oostkust rijden (gele-oranje bussen)

### Luchthavens
Rhodos heeft een luchthaven die het eiland verbindt met andere grote Griekse steden als wel de grote Europese steden via chartervluchten:
- Internationale luchthaven van Rhodos: (Diagoras Airport), een van de grootste van Griekenland. Het ligt circa 14 km ten zuidwesten van Rhodos-stad

Daarnaast zijn er:
- Rhodos Maritsa Airport: niet toegankelijk voor publiek bij het dorp Maritsa. Gebouwd in 1938 door de Italianen, het was de eerste luchthaven van het eiland en werd gebruikt tot 1977. Het wordt gebruikt door de Griekse luchtmacht en soms worden er autoraces gehouden
- Kalathos vliegveld: niet meer in gebruik, het ligt 7 km ten noorden van Lindos. Gebouwd door de Italianen tijdens de Tweede Wereldoorlog en Aeroporto di Gadurrà genoemd
- Kattavia Airstrip, buiten gebruik zijnd vliegveld gelegen in het zuiden van het eiland. Gebouwd door de Italianen tijdens de Tweede Wereldoorlog.

### Havens
Rhodos heeft vijf havens, drie in Rhodos-stad, een aan de westkust bij Kameiros en een aan de oostkust bij Lardos.
- Central Port: gelegen in Rhodos-stad voor lokaal en internationaal vervoer
- Kolona Port: tegenover Central Port, voor intra-Dodecanese vervoer en grote jachten
- Akandia Port: de nieuwe haven van het eiland naast de Central Port, gebouwd in de jaren 1960, voor lokaal en internationaal vervoer en cruiseschepen op drukke dagen
- Kameiros Skala Dock: 30 km ten zuidwesten van Rhodos-stad bij de Kameiros-ruïnes, bedient het eiland Halki
- Lardos Dock: voorheen voor de lokale industrie, de haven fungeert als alternatieve haven voor als de Central Port slechte weercondities heeft. Het ligt dicht bij het dorp Lardos in het zuidoosten van Rhodos

## Geboren
- Michalis Manias (1990), voetballer